# タイド型給油艦 (初代)
タイド型給油艦（英語: Tide-class replenishment oiler）とは、1950年代にイギリス海軍補助艦隊（RFA）が導入した給油艦である。
後にはオーストラリア海軍やチリ海軍でも運用された。

## 概要

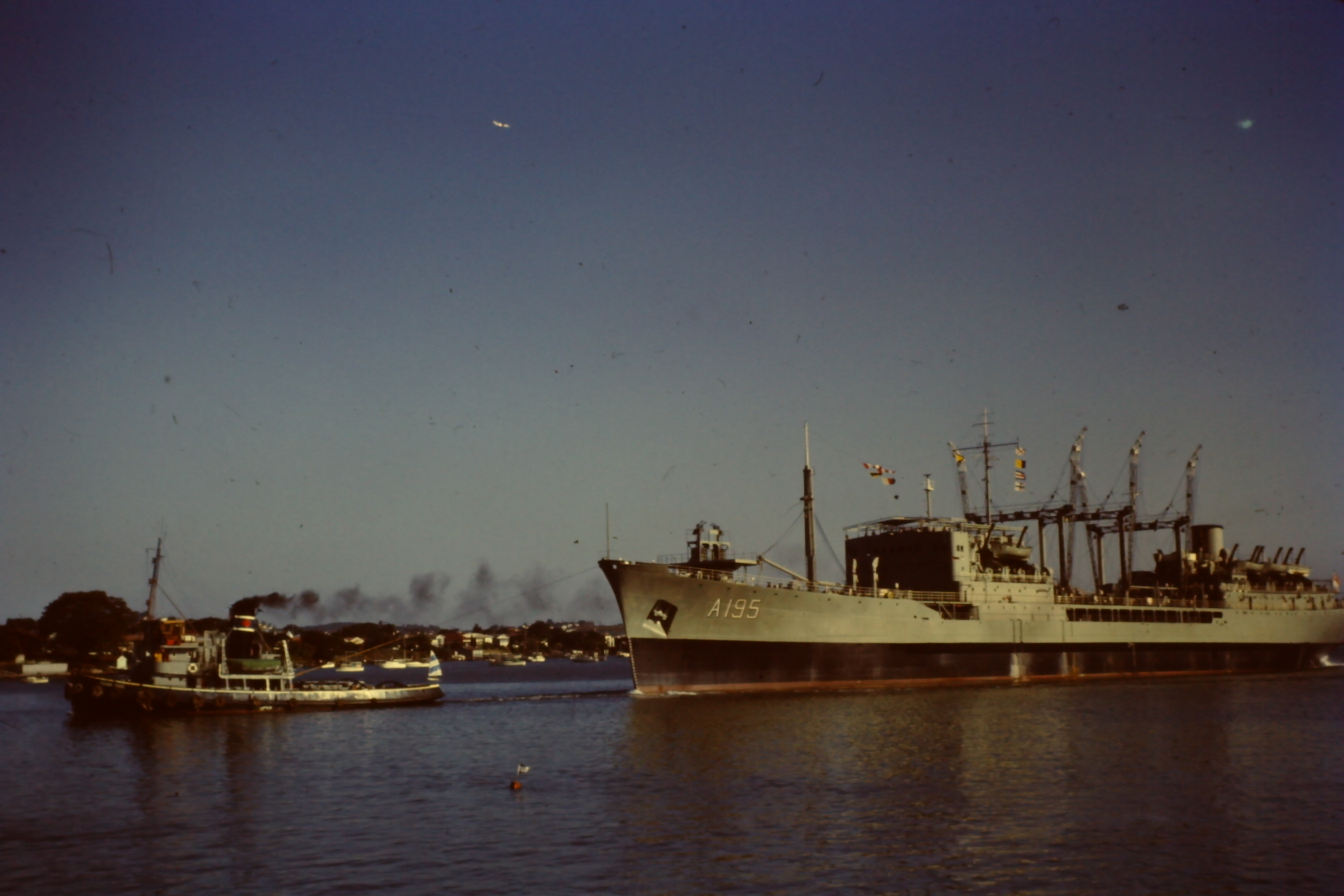
前期型の「AO195 サプライ」

タイド型給油艦は、1953年にRFA向けに3隻が起工されたほか、一足早い1952年にはオーストラリア海軍向けにも1隻が起工された。
しかし、オーストラリア海軍向けの1隻は1955年の完成直後にオーストラリア海軍の人員不足や経済危機を理由に引き取りを延期したため、1962年までRFAに貸与されて運用された。同艦は1962年にようやくオーストラリア海軍に就役し、1985年まで運用された。
1961年には、艦尾部分にヘリコプター甲板や格納庫を追加するなどの改設計が行われた改良型である「タイドスプリング」「タイドプール」の2隻が発注され、1963年に就役した。後には、この後期型タイド型をベースに更なる改良を加えたオル型が3隻建造された。
前期型は1970年代後半に退役したが、後期型は1982年のフォークランド紛争にも参加した。その後期型も1982年に1隻がチリ海軍に譲渡され、もう1隻も1991年12月に退役した。

## 同型艦
|        | #   | 艦名                                  | 起工            | 進水            | 就役           | 退役            | その後 | リンク |
| ------ | --- | ------------------------------------- | --------------- | --------------- | -------------- | --------------- | --- | ------ |
| 前期型 | A96 | タイドリーチ RFA Tidereach            | 1953年 6月2日   | 1954年 6月2日   | 1955年 8月30日 | 1978年 3月      | スクラップとして売却                                                                                               |        |
| 前期型 | A97 | タイドフロー RFA Tideflow             | 1953年 8月30日  | 1954年 8月30日  | 1956年 1月25日 | 1975年 11月     | スクラップとして売却                                                                                               |        |
| 前期型 | A98 | タイドサージ RFA Tidesurge            | 1953年 7月1日   | 1954年 7月1日   | 1955年 8月30日 | 1976年 5月      | スクラップとして売却                                                                                               |        |
| 前期型 | A99 | タイド・オーストラル RFA Tide Austral | 1952年 8月5日   | 1954年 9月1日   | 1955年 5月28日 | 1962年 8月15日  | オーストラリア海軍に引き渡され、「サプライ (AO-195)」として再就役。 1985年12月16日退役。                           |        |
| 後期型 | A75 | タイドスプリング RFA Tidespring       | 1961年 7月24日  | 1962年 5月3日   | 1963年 1月18日 | 1991年 12月13日 | スクラップとして売却                                                                                               |        |
| 後期型 | A76 | タイドプール RFA Tidepool             | 1961年 12月14日 | 1962年 12月11日 | 1963年 6月28日 | 1982年 8月13日  | チリ海軍に売却。「アルミランテ・ホルヘ・モント (Almirante Jorge Montt, AO-52)」として再就役。 1997年12月15日退役。 |        |

「タイドフロー」と「タイドサージ」は、就役当初の艦名は「タイドレース」 (RFA Tiderace)、「タイドレンジ」 (RFA Tiderange)であったが、両艦ともに1958年6月28日に改名された。

## 参考サイト
1. 1 2 3 4 5 6 7  GlobalSecurity.com - RFA Tide replenishment oiler
2. ↑  RFA SHIPS - Tide Class
3. ↑  RFA SHIPS - Improved Tide Class
4. ↑  ARMADA DE CHILE - Petrolero "Almirante Montt" 2°